# 双天至尊Ⅲ
《雙天至尊Ⅲ》是新加坡拍摄制作的华语电视连续剧，第一部播映完畢後，迴響極佳，遂產生了1996年的第二部，及2002年的第三部，形成三部曲。
《雙天至尊》是新加坡第一部有關賭術的電視劇。由新加坡著名電視演員鄭惠玉（飾演洛其芳）和李南星（飾演言飛）擔綱主演。言龍兩個家族激烈的對抗和鬥爭，在上一部劇集已結束，言飛與洛其芳卻仍應相士之預言而總是無法團聚，加上外敵倍出，還有第三者和兒子成魔的考驗，內憂外患，依舊困難重重。

## 演員表

### 言家
| 演員                    | 角色   | 關係／暱稱 | 登場集數 |
| 李南星                  | 言 飛  | 洛其芳之夫，言星之父 珊瑚島上的“歡樂慈善賭王” 於第2集與獄中的妻子重聚 洛其芳於第23集以為言飛與江夜雪背叛她，欲與他離婚 於第25集失憶，與江夜雪在一起 於第28集恢復記憶，卻身懷絕症 於第29集假裝病死，瞞過洛其芳和江夜雪 黃雲九死後，被洛其芳得知自己尚在人間的實情，仍擔心自己的病情而不願重聚，直到多年後，洛其芳生日當天……                                                                                               | 全劇     |
| 鄭惠玉                  | 洛其芳 | 言飛之妻，言星之母 洛文欣的非親生姐姐 第1集（八年前）被嫁禍殺人，被判終身監禁 於第2集在獄中被追殺，幸得羅鷹風相救，使她與言飛夫妻重聚 於第3集被言飛發現中毒，第4集解毒成功，卻得怪病 於第6集被洛文欣安排越獄參賭 羅鷹風於第7集在獄中將江夜雪與洛其芳對調，以便其芳越獄救子 於第7集在賭局上打敗羅神風，成功救子 於第23集以為言飛與江夜雪背叛她，欲與言飛離婚 於第30集再度被逼與言飛分離，直到羅鷹風在多年後送上生日禮物…… | 全劇     |
| 蔡議緯 （少年）         | 言 星  | 言飛與洛其芳之子 蔣小彤男友，於第5集與她初吻 私下向蔣學明學賭術 與蔣小彤於第6集被Anna拐走 洛其芳於第7集在賭局上打敗羅神風，成功被救出 於第12集因鬧事而與江浩奇一起被拉上警局，後被保釋 於第19集與江浩奇一起將羅神風的賭場炸了 言飛不忍兒子坐牢，安排他逃亡 於第21集殺死江浩奇、易容後現身 於第24集因董美瑤和丁偉相讓，而成了新秀賭王 於第26集砍斷吳有康的手 強暴蔣小彤 於第30集判處終身監禁                              | 1、3-20  |
| 劉偉銘 （成年，易容後） | 言 星  | 言飛與洛其芳之子 蔣小彤男友，於第5集與她初吻 私下向蔣學明學賭術 與蔣小彤於第6集被Anna拐走 洛其芳於第7集在賭局上打敗羅神風，成功被救出 於第12集因鬧事而與江浩奇一起被拉上警局，後被保釋 於第19集與江浩奇一起將羅神風的賭場炸了 言飛不忍兒子坐牢，安排他逃亡 於第21集殺死江浩奇、易容後現身 於第24集因董美瑤和丁偉相讓，而成了新秀賭王 於第26集砍斷吳有康的手 強暴蔣小彤 於第30集判處終身監禁                              | 21-30    |

### 主要演員
| 演員   | 角色   | 關係／暱稱 | 登場集數                |
| 鄭斌輝 | 羅神風 | 雙胞胎哥哥，魔幻赌神（假的鄭斌輝） 為人狂妄自大 丁嘉嘉之男友，卻用情不專，並逼她墮胎，跳海自殺 與黃雲九（董四海）和Anna是同夥，並和Anna上床 於第11集在賭局上與羅鷹風聯手打敗言飛 愛慕江夜雪，欲將她佔為己有，並夢想和她上床 於第22集假扮言飛的聲音，強姦江夜雪,之後不斷地繼續強姦她 於第22集狠下心刹害丁嘉嘉 | 1-19、21-26、28-30      |
| 鄭斌輝 | 羅鷹風 | 雙胞胎弟弟 於第7集在獄中將江夜雪與洛其芳對調，以便其芳越獄救子 於第11集在賭局上與羅神風聯手打敗言飛，後向其芳道歉 暗戀丁嘉嘉 於第17集被羅神風要求假扮自己與丁嘉嘉結婚，被丁嘉嘉發現 於第30集發現丁嘉嘉的死因，憤怒得與羅神風展開生死賭局                                                                     | 1-7、9-12、15-17、20-30 |
| 李珊珊 | 江夜雪 | 護士 江浩奇的姐姐 機緣巧合認識了賭王言飛夫婦，協助身陷牢獄的洛其芳與丈夫兒子聯繫，卻愛上言飛 因羅神風賭場爆炸事件，於第19集瞎了雙眼 羅神風於第22集假扮言飛的聲音，將她強姦 於第30集躲到外島，將孩子生下，取名言悔，意喻做事永不言悔                                                                          | 全劇                    |

### 蔣家
| 演員   | 角色   | 關係／暱稱 | 登場集數                       |
| 薛素珊 | 洛文欣 | 蔣學明妻子 洛其芳的非親生妹妹 於第6集中黃雲九（董四海）之計，安排洛其芳越獄回來參賭 於第14集為偷教言星賭術的事情而與蔣學明吵架                                             | 全劇                           |
| 姚玟隆 | 蔣學明 | 洛文欣丈夫 私下教言星賭術 於第14集為偷教言星賭術的事情而與洛文欣吵架 於第14集上酒店尋歡，中了黃雲九（董四海）之圈套 於第19集向洛文欣承認自己貪污，洛文欣還發現他與外人勾結 | 1-10、12-19、23、25-26、28、30 |
| 樂 瑤  | 蔣小彤 | 蔣學明與洛文欣養女 董美瑤之好友 言星女友，於第5集與他初吻 與言星於第6集被Anna拐走，後被救 後被蔣學明拐走後被言星強暴                                                       | 1、3-13、17-30                 |

### 董家
| 演員   | 角色                    | 關係／暱稱 | 登場集數  |
| 洪國銳 | 董四海                  | 郭秀鳳之夫，董美瑤之父 為報殺妻之仇，易容換面來到珊瑚島，展開佈局十年的復仇計劃 後終與董美瑤父女相認 於第30集誤傷董美瑤，使她頭部中槍 最後被言飞的飞牌技术殺死             | 1、13、18 |
| 黃奕良 | 黃雲九 （董四海易容後） | 郭秀鳳之夫，董美瑤之父 為報殺妻之仇，易容換面來到珊瑚島，展開佈局十年的復仇計劃 後終與董美瑤父女相認 於第30集誤傷董美瑤，使她頭部中槍 最後被言飞的飞牌技术殺死             | 4、6-30   |
| 王裕香 | 郭秀鳳                  | 八年前，欲暗算洛其芳不果，反中槍而死 | 1、13     |
| 賴怡伶 | 董美瑤                  | 黃雲九（董四海）與郭秀鳳之女兒 言飛養女兼徒弟 蔣小彤之好友 後成為丁偉之女友 後終與黃雲九父女相認 於第26集與丁偉分手 於第30集被黃雲九誤傷而導致頭部中槍，醒後失去意識和知覺 | 全劇      |

### 丁家
| 演員   | 角色   | 關係／暱稱 | 登場集數                      |
| 程旭輝 | 丁十一 | 丁偉、丁嘉嘉之父 於第18集心臟病發 於第26集因言星而意外失足，昏迷不醒                                                               | 1-3、5-7、9、11-18、20-26     |
| 孫惠   | 十一嫂 | 丁偉、丁嘉嘉之母 | 1-3、5-7、9、12-18、20-26、29 |
| 吳振宇 | 丁 偉  | 丁十一之子，丁嘉嘉之兄 董美瑤與蔣小彤之保鑣 後成為董美瑤之男友 於第26集與董美瑤分手                                                | 全劇                          |
| 徐 綺  | 丁嘉嘉 | 丁十一之女，丁伟之妹 羅神風之女友，對方卻用情不專 後撞傷并流產 於第17集結婚當天，發現羅鷹風假冒羅神風與她結婚 於第22集被羅神風謀殺 | 2-6、8-18、21-22              |

### 其他
| 演員   | 角色   | 關係／暱稱 | 登場集數                |
| 王德遠 | 吳有康 | 言飛養子兼徒弟 於第26集被言星砍斷手                                                                                         | 1-4、6-20、22-30        |
| 江佳熹 | 江浩奇 | 江夜雪的弟弟 於第12集為保護言星，打爆別人的頭而被拉上警局，後被保釋 於第19集與言星一起將羅神風的賭場炸了 與第21集被言星殺死 | 1、3、10、14、16-19、21 |
| 林惠嬋 | Anna   | 黃雲九（董四海）下屬 於第5集因言星而墜海，製造身亡假象 於第6集奉命拐走言星和蔣小彤                                          | 1-7、12-13              |
| 金銀姬 | 倩 姨  | 善於算命 | 1、4-6、8-9、15、23-24  |
| Sage   | 言 悔  | 江夜雪與言飛的兒子，一歲 | 30                      |

## 入圍獎項
| 年份 | 頒獎典禮            | 獎項       | 入圍者               | 角色   | 結果 |
| ---- | ------------------- | ---------- | -------------------- | ------ | ---- |
| 2003 | 第10屆 紅星大獎2003 | 最佳男主角 | 李南星               | 言飛   | 提名 |
| 2003 | 第10屆 紅星大獎2003 | 最佳電視劇 | 《雙天至尊Ⅲ》        | 不適用 | 提名 |
| 2003 | 第10屆 紅星大獎2003 | 最佳主題曲 | 鄭斌輝：〈灰色地帶〉 | 不適用 | 提名 |

- 男女主角李南星和鄭惠玉分別獲得十大最受歡迎男藝人及女藝人。

## 其他系列
- 1993年：双天至尊
- 1996年：双天至尊Ⅱ

## 外部連結
- 豆瓣电影上《双天至尊Ⅲ》的資料 （简体中文）

| 新加坡 新傳媒電視第8波道 （星期一到星期五 21:00到22:00）節目 | 新加坡 新傳媒電視第8波道 （星期一到星期五 21:00到22:00）節目 | 新加坡 新傳媒電視第8波道 （星期一到星期五 21:00到22:00）節目                      |
| ------------------------------------------------------------ | ------------------------------------------------------------ | --------------------------------------------------------------------------------- |
|                                                              | 双天至尊Ⅲ （2002年11月18日-2002年12月27日）                  |                                                                                   |
| 陀槍師姐II （2002年10月7日-2002年11月15日）                  | 法内有情天 （2002年12月30日-2003年2月8日）                   |                                                                                   |
| （星期一 02:00到04:00）（重播）                              |                                                              |                                                                                   |
| 九層糕 （2023年 月日-2024年1月22日）                         | 双天至尊Ⅲ （2024年1月29日-2024年5月13日）                    | 孩有明天 （2024年5月20日-2024年8月4日）孩有明天2 （2024年8月12日-2024年10月14日） |